# Tanyproctus riparius
Tanyproctus riparius är en skalbaggsart som beskrevs av Rudolph Petrovitz 1963. Tanyproctus riparius ingår i släktet Tanyproctus och familjen Melolonthidae. Inga underarter finns listade i Catalogue of Life.